# Kirchheim (Thüringen)
Kirchheim is een plaats en voormalige gemeente in de Duitse deelstaat Thüringen. Kirchheim telt  inwoners.

## Geschiedenis
Op 24 januari 1974 werd Werningsleben als Ortsteil in de gemeente Kirchheim opgenomen. Op 1 juli 1994 werd Egstedt opgenomen in de stad Erfurt, waarbij het Ortsteil Bechstedt-Wagd werd overgeheveld naar Kirchheim. Op 1 januari 2019 werd Kirchheim opgenomen in de gemeente Amt Wachsenburg en werden Bechstedt-Wagd, Kirchheim en Werningsleben Ortsteile van deze gemeente.
Bechstedt-Wagd · Bittstädt · Eischleben · Haarhausen · Holzhausen · Ichtershausen · Kirchheim · Rehestädt · Rockhausen · Röhrensee · Sülzenbrücken · Thörey · Werningsleben